# Neorhamnusium taiwanum
Neorhamnusium taiwanum là một loài bọ cánh cứng trong họ Cerambycidae.